# Pachnoda lamottei
Pachnoda lamottei är en skalbaggsart som beskrevs av Ruter 1954. Pachnoda lamottei ingår i släktet Pachnoda och familjen Cetoniidae. Utöver nominatformen finns också underarten P. l. pseudocincticollis.